# AVCS主動閥門控制系統
主動閥門控制系統（英語：Active Valve Control System）通常縮寫成「AVCS」，是2000年代由日本富士重工業研發的可變氣門正時技術，可調整進、排氣閥門的開閉時間，除有助於加強馬力輸出，又可減少廢氣排放。

## 工作原理
此一可變氣門正時技術乃通過油壓方式帶動凸輪軸，以提供引擎最佳的進氣與排氣。此系統是一種利用凸輪軸感知器、曲軸感知器、空氣流量計、節氣門位置、含氧感知器或空氣燃料比感知器等元件的封閉迴路，藉以計算引擎負荷。編程過的行車電腦可控制進、排氣閥門之液壓，以便凸輪軸移動至適當位置，使得引擎的動力輸出能兼顧環保法規及性能表現。行車電腦操控電磁推進或延緩凸輪軸的旋轉，最遲角度至35度，故怠速或低速域時引擎運轉較為平順。低速至中速之間，AVCS系統在排氣衝程的最後階段打開進氣閥門，此時排氣閥門略為張開而已。如此刻意造成的壓力流入進氣歧管，具有排氣再循環（Exhaust Gas Recirculation，縮寫成EGR）的效果，也提高引擎工作效率及燃油經濟性。而在高轉速域時，AVCS系統在排氣衝程更早打開進氣閥門以產生清除作用，也就是說進氣氣流有助於清除汽缸內的廢氣。它也在壓縮衝程時提早關閉進氣閥門，以提高容積效率，榨出更大的馬力輸出。
2010年厡廠改進此系統，稱之為雙主動閥門控制系統（Dual Active Valve Control System）。首先是加裝EGR冷卻器：原本速霸陸的水平對臥引擎已有連接左、右汽缸的冷卻水管，此次將該配管與EGR配管合而為一，達到排氣冷卻的功能。如此一來即使增加EGR導入量，也可抑制吸氣溫度的上升，有助於減少泵吸損失。第二是加裝促進燃燒室內生成滾流（tumble）的進氣口隔板，本來AVCS系統裡有一「滾流產生閥門」（tumble generation valve），在低速時關閉進氣口下半部以提高進氣流速而產生滾流；增設進氣口隔板可提高這種效果。第三種改良是排氣端加裝原先僅配置於進氣端的可變氣門正時機構，且崁入一個「中間鎖定機構」。原來的可變氣門正時機構在引擎甫啟動時因油壓不穩，閥門只能退至最遲角端。而這種中間鎖定機構能將閥門的工作角度從50度擴大至70度，提高控制自由度。

## 內部連結
- 速霸陸
- 可變氣門正時
- I-AVLS智慧氣門提升系統

## 外部連結
- （英文）What's Inside: Active Valve Control System
- （英文）It's What Makes a Subaru, a Subaru: i-Active Valve Lift System (AVLS)
- （英文）DUAL AVCS (ACTIVE VALVE CONTROL SYSTEM) (FROM ’08MY)（页面存档备份，存于）